# Pfalzdorfer Schloot
Der Pfalzdorfer Schloot ist ein Schloot auf dem Gebiet von Pfalzdorf, einem Stadtteil Aurichs im Landkreis Aurich in Ostfriesland. Er entspringt am „Buchweizenweg“ und mündet rund 650 Meter nördlich in derselben Straße im Norder Tief der Harle.